# サガ エメラルド ビヨンド
『サガ エメラルド ビヨンド』（SaGa Emerald Beyond）は、スクウェア・エニックスより2024年4月25日に発売されたゲームソフト。「サガシリーズ」の一作。
対応プラットフォームはNintendo Switch・PlayStation 5・PlayStation 4・スマートデバイス（iOS / Android）・PC（Steam配信）。
公式略称は「サガエメ」。

## 概要
サガシリーズのコンソール機向けゲームとしては2016年発売の『サガ スカーレットグレイス』以来となる完全新作タイトル。2023年9月14日配信の「Nintendo Direct」にて発表された。
タイトルは本作独自のストーリー進行システムである「エメラルドヴィジョン」に由来する。
17の世界で構成される「連接世界」を舞台に、6人5組の主人公による物語が描かれる。ディレクションを手掛ける河津秋敏によると、本作のストーリーの分岐はシリーズでも最も変化に富んだものにになるとしている。
システム面では『スカーレットグレイス』で採用された「タイムラインバトル」をベースに「連携」の要素が導入され、パーティーキャラクターには種族の概念が復活している。

## ゲームシステム

### 種族
ヒト
人間
最もオーソドックスな種族。ほぼすべての装備が使用可能で、術も大方のものが使用できる。
戦闘を重ねることで成長していき、人間専用の「我流技」をひらめくことが可能。
一方で、モンスターの能力を吸収できる「魔具」は、特別な素養を持つ者しか装備できない。
吸血鬼
本作より登場。シウグナスの専用種族。
人間同様ひらめきによる技習得が可能な他（我流技は習得できない）、特殊な装備品「ブラッドギア」を作成・装備することで、LPと引き換えに強力な効果を発揮する「ブラッド技」と、LP回復など様々な効果を発揮する特性「ブラッドロール」が使用可能。
また、仲間にした人間キャラクターの血を吸う（最大LPを1奪う）ことで、相手を「眷属」に変化させることができる。
眷属
人間が吸血鬼に血を吸われ、従属した姿。
最大LPが1低下するが、基本的には元の種族の特徴をそのまま受け継ぐ。
騎士
眷属が吸血鬼から「ブラッドギア」を授けられた姿。
元の種族としての特性は無くなる（それまでひらめいた我流技も使えなくなる）が、最大LPが3上昇し、吸血鬼同様に「ブラッド技」と「ブラッドロール」が使用可能となる。
一度授けられたブラッドギアは、他の種類のブラッドギアへの付け替えは自由に行えるが、完全に取り外す（剥奪する）と廃人になってしまう。
廃人
騎士が「ブラッドギア」を剥奪された姿。
最大LPが1となり、術や技を新たに覚えることもできなくなる。
従士
本作より登場。プールクーラの魔女たちに仕える者たち。
通常の人間とは異なり、術は習得・使用できない。
女神
本作より登場。『サガ スカーレット グレイス』からのゲストキャラクターであるヴァッハ神（のコピー体）専用種族。
通常の人間とは異なり、我流技は習得・使用できない。
クグツ
本作より登場する、人を模した人形の種族。人間同様の装備の広さを持つが、人間と異なり武器の装備は1種のみとなる。
技のひらめきが不可能な代わりに「写し身」によって他者の技を習得できる他、仲間に「クグツ使い」の能力を持つ者がいれば、専用装備「ソウル」による強化が可能。
モンスター
モンスターの種族。武器と体の装備が固定されており、アクセサリーのみが変更可能。
倒したモンスターを吸収することで「モンスター技」を習得する。
短命種
本作より登場する種族。戦闘を繰り返すことで、固有の短命種ロールが「チャイルド→ヤング→ミドル→エルダー」へと変化、ステータス上昇と引き換えにLPが低くなっていく。
LPが0になると世代交代し、それまでの技や術の引き継ぎに加えて「継承技」を新たに習得して生まれ変わる。
ヒトの特性を持つ者とモンスターの特性を持つ者が存在する。
メカ
機械の種族。バトルによる基礎能力の成長がなく（技ランクやバトルランクは上昇する）、装備品によってステータスや使用可能な技が変化する。
装備スロットに区分がなく武器や防具を自由に装備できる点や、毒・麻痺など生体系のステータス異常に耐性がある点も特徴。
ボディタイプによって基礎能力が異なり、ディーヴァ・ナンバー5のみ、自身が主人公のシナリオに限り、仲間にしたメカと同じ種類のボディタイプへの換装が可能。

## 登場キャラクター

### 主人公
本作のプレイアブルキャラクターとなる6人5組の主人公。
なお、体験版では対応プラットフォームによって異なる主人公が使用できる。
御堂 綱紀（みどう つなのり）
声 - 三宅貴大
種族 - 人間
「ミヤコ市」の名門・御堂家の青年で、ミヤコ帝大の学生。家系に伝わる「クグツ」を操る力を持つ。
アメイヤ・アシュリン
声 - 飯沼南実
種族 - 人間（魔女）
魔女の世界「プールクーラ」の見習い魔女。卒業試験のため訪れたミヤコ市にて、小学6年生の「泉 ゆめは（いずみ ゆめは）」として生活する。
ボーニー・ブレア
種族 - 人間
声 - 村中知
「キャピトルシティ」の警察官（巡査）で、元海兵隊員。フォルミナとともに大統領暗殺未遂事件の真相を追う。
フォルミナ・フランクリン
声 - 陶山恵実里
種族 - 人間
ボーニーの相棒で、同じく巡査。学生時代は射撃競技のチャンピオンだった。
シウグナス
声 - 小野友樹
種族 - 吸血鬼
闇の世界「ヨミ」を統べる吸血鬼の王。裏切りにより玉座を追われた後、死者の世界「ブライトホーム」にて目覚める。
ディーヴァ・ナンバー5
種族 - メカ
声 - 諏訪彩花
「アヴァロン」にて歌姫と呼ばれ人気を博したメカ。「禁じられた歌」を歌ったことによりメモリや歌唱機能を封印され、失意のままに人型のボディも放棄する。

## 設定
連接領域
様々な世界に繋がる「扉」が存在する異空間。エメラルドビジョンを持つ者(主人公)であれば、次に進むべき扉に繋がる道を視ることができる。なお、それぞれの世界は必ずしも別々の次元に存在するわけではなく、例えばミヤコ市のある「イーストアイランド」は、キャピトルシティのある「連合国」から地理的に見て遥か東に存在することが示唆されている。
カテドラル計画
ミヤコ市において、近年失われつつある霊的な守護力を回復するために立ち上げられた異界探査計画。他の世界に存在する四属性の精霊たちの力を「クグツ」に写し取り、ミヤコ市に持ち帰ることができる人材として、綱紀がその専任者に抜擢された。

### 連接世界
ミヤコ市
歴史ある古都の世界。現代日本の京都がモチーフ。
プールクーラ
大魔女と五色の賢者たちが治める、魔女たちの世界。
キャピトルシティ
摩天楼の立ち並ぶ大都市の世界。現代アメリカのニューヨーク・マンハッタンがモチーフ。
ヨミ
闇の王の居城と、七つの大罪を象徴する塔が立ち並ぶ、中世フランス・ゴシックホラー風の世界。
アヴァロン
全ての人と物が集うとされる、王都の世界。近代イギリスのロンドンがモチーフ。
ブライトホーム
ディン王によって他の世界から招かれた「死せる戦士」たちが、混沌の勢力と果てのない争いを繰り広げている、戦争の世界。
コスモス
何かの生物の体内を思わせる、有機的な世界。
グレロン
鉱山やスキー場、そしてかつての皇国時代の遺跡が存在する、山岳の世界。
デルタベース
近未来的な巨大施設の中で、赤・緑・黄の3種族がそれぞれの専門分野を研究している、研究の世界。
クロウレルム
かつては高度な文明が栄えていたが、現在は全てが砂に覆い尽くされた、砂漠の世界。
ヴェルミーリオ
「三角形理論」と呼ばれる独自のエネルギー技術によって急速な発展を遂げた、三角形の世界。
グレートツリー
巨大な木の上で様々な生物が暮らす、野生の世界。
カマラ
「エプイケ」と呼ばれる巨大な花を崇める人々が暮らす、植物の世界。
サンク
火・水・風・森の四民族が対立する世界。
コルディセップ
全てが土に埋もれている、地中の世界。
マーレ・ノストラム
海神伝説が伝わる島々の間に、海上貿易や海賊たちが栄える、海の世界。
プロヴィデンス
様々な世界の出来事を見守る、ヴィジョンの世界。

## プロモーション
サガ エメラルド ビヨンド コレクターズエディション【翠の波動】
SQUARE ENIX e-STORE専売の限定版。アートブック・サウンドトラック・メタルフィギュアなどを同梱。